# Counter-Strike: Source
Counter-Strike: Source (CS:S) es un videojuego de la serie Counter-Strike. Al igual que sus predecesores, es un juego de estilo FPS (First Person Shooter) y fue lanzado al mercado el 7 de octubre de 2004. Se diferencia principalmente de sus antecesores en que utiliza un nuevo motor de videojuego conocido como Source (el mismo que utiliza Half-Life 2), el cual es más potente y posee gráficos mejorados, admitiendo por primera vez en la serie de efectos como Normal mapping, reflejos y HDR; también utiliza el motor físico Havok, que hace que efectos físicos como ragdolls y detección de colisión compleja (en lugar de usar cajas de colisión se usan polígonos) sean posibles. 
A diferencia de los juegos anteriores este nuevo Counter-Strike trabaja exclusivamente bajo Steam por lo que no se puede iniciar el juego sin tener activa una cuenta en el mismo, para activar dicha cuenta solo hace falta tener un CD-key válido para el juego en cuestión ya que el mantenimiento de la cuenta es gratuito. Pero desde el inicio del juego apareció la versión No-Steam, la cual permite jugar en servidores crackeados (ilegales) sin pagar por el juego. Los usuarios de CS:S No-Steam no pueden entrar a los servidores genuinos.

## Armas
Counter-Strike Source cuenta con una amplia variedad de armas realistas, que simulan varios aspectos como el retroceso, el tiempo de carga, la velocidad y daño de la bala y la dispersión según el tiempo que se mantenga apretado el gatillo. Las armas y accesorios que se pueden comprar en Counter-Strike Source son las siguientes:
| Nombre Ficticio                    | Nombre Real                     | Disponible en los equipos |
| ---------------------------------- | ------------------------------- | ------------------------- |
| Pistolas                           |                                 |                           |
| 9x19 Sidearm                       | Glock 18                        | Ambos                     |
| KM .45 Tactical                    | H&K USP Tactical                | Ambos                     |
| 228 Compact                        | SIG-Sauer P228                  | Ambos                     |
| Night Hawk .50C                    | Desert Eagle                    | Ambos                     |
| .40 Dual Elites                    | Beretta 92                      | Terrorista                |
| ES Five-Seven                      | FN Five-seven                   | Antiterrorista            |
| Escopetas                          |                                 |                           |
| Leone 12 Gauge Super               | Benelli M3                      | Ambos                     |
| Leone YG1265 Auto Shotgun o XM1014 | Benelli M4                      | Ambos                     |
| Subfusiles                         |                                 |                           |
| Schimdt Machine Pistol             | Steyr TMP                       | Antiterrorista            |
| Ingram Mac-10                      | MAC-10                          | Terrorista                |
| KM Sub-Machine Gun                 | H&K MP5                         | Ambos                     |
| KM UMP45                           | H&K UMP                         | Ambos                     |
| ES P90                             | FN P90                          | Ambos                     |
| Fusiles                            |                                 |                           |
| IDF Defender                       | IMI Galil                       | Terrorista                |
| Clarion 5.56                       | FAMAS                           | Antiterrorista            |
| CV-47                              | AK-47                           | Terrorista                |
| Maverick M4A1 Carbine              | Carabina M4                     | Antiterrorista            |
| Schmidt Scout                      | Steyr Scout                     | Ambos                     |
| Krieg 552                          | SIG 552                         | Terrorista                |
| Bullpup                            | Steyr AUG                       | Antiterrorista            |
| Krieg 550 Commando                 | SIG 550                         | Antiterrorista            |
| D3/AU-1                            | G3SG/1                          | Terrorista                |
| Ametralladora                      |                                 |                           |
| M249                               | M249                            | Ambos                     |
| Equipamiento                       |                                 |                           |
| Kevlar                             | Kevlar (Chaleco anti-infección) | Ambos                     |
| Kevlar + Helmet                    | Kevlar + Casco                  | Ambos                     |
| Flashbang                          | Granada aturdidora              | Ambos                     |
| HE Grenade                         | Granada M67 (Granada explosiva) | Ambos                     |
| Smoke Grenade                      | Granada de humo                 | Ambos                     |
| Defusal Kit                        | Kit de desactivación de bombas  | Antiterrorista            |
| Nightvision                        | Equipo de visión nocturna       | Ambos                     |

## Modos de juego

### Oficiales
- de_: En el mapa hay varios puntos donde los terroristas deben plantar una bomba que lleva aleatoriamente un jugador de su bando. Según los vars del servidor, el tiempo que tarde en estallar la C4 será diferente, pero debe rondar entre los 30 y 45 segundos. Para que ganen los terroristas, la C4 deberán estallar o el grupo antiterrorista debe ser aniquilado, y los antiterroristas deberán desactivar la bomba o evitar que esta estalle para ganar. Para la labor de quitar la bomba una vez puesta pueden utilizar el kit de desactivación incluido en su menú de compra que acelerará el proceso. Los terroristas pueden pasarse el C4 o si el portador ha muerto, recogerlo del suelo.

- cs_: En el mapa se añaden unos NPC a modo de rehenes que son custodiados por los terroristas y deben de ser rescatados por los antiterroristas. Los antiterroristas deben llevarlos al punto de evacuación en un tiempo límite y los terroristas eliminar a los antiterroristas o evitar que los rehenes sean rescatados.

### No oficiales
- as_ (Assassination): Uno de los jugadores del bando antiterrorista es seleccionado aleatoriamente como V.I.P. (Very Important Person). El V.I.P. inicia la ronda con un chaleco antibalas especial que brinda 200 puntos de protección (frente a los 100 puntos de protección que ofrece el chaleco antibalas regular) y una indumentaria que lo identifica en el campo de batalla, por el contrario, el V.I.P no puede comprar armas, dependiendo para su supervivencia de la pistola y munición antiterrorista por defecto. El equipo antiterrorista gana si logra proteger al V.I.P. hasta que este alcance la zona de evacuación, si el V.I.P. es abatido antes de llegar a la zona de evacuación o el tiempo se agota, el equipo terrorista gana.

- ka_ (Knife Arena): Ambos equipos aparecen únicamente con un cuchillo y, a veces, con chaleco y cascos. Han de traspasar una pantalla y llegar a una zona común de lucha, de la que no se puede volver, generalmente pequeña. También hay un tipo de ka_ en el que los dos equipos aparecen en un mapa grande por el que se pueden mover con total libertad, y a lo largo de este hay distintos objetos para ayudarse a ganar, como pueden ser cañones que empujan hasta el otro lado del mapa, armas, túneles, etcétera. La ronda no tiene límite de tiempo y acaba cuando un equipo muere. Existen también servidores ka_soccer (fútbol) donde los dos equipos visten diferentes colores y el objetivo no es matar al rival con el cuchillo, solo marcar goles, empujando el balón con el cuchillo para disparar, pasar o parar el esférico.

- surf_ (Surfing): Los dos equipos aparecen en una zona de unos pocos metros cuadrados, separados por una pared, la cual generalmente no se puede atravesar. Ambos aparecen con el mismo equipamiento que en los modos oficiales (Pistola por defecto y cuchillo). Esta sala está abierta por un único lado, en el que hay una caída considerable y una especie de cuesta formada por un "prisma" de triángulo rectángulo (en su mayoría). Los equipos se mueven por el mapa gracias a un error del juego, que les permite moverse pulsando únicamente A y D y moviendo el ratón. A lo largo del mapa se encuentran objetos, generalmente armas como AWP's, M4's, AK-47's y otras. También, cuando se llega al final de un recorrido suele haber una pantalla teleportadora, la cual lleva al jugador a otra zona del mapa, a la elección del creador de este. Los jugadores que caen al vacío no mueren, son llevados a una cárcel, con todas sus armas, en la cual se juntan T's y CT's. Para salir tiene que venir un compañero y pulsar un botón para abrir la puerta, o en algunos mapas, subir un jugador encima de otro y conseguir llegar a una zona en la que se puede abrir dicha puerta.

- ba_jail_ (Jail): Los terroristas aparecen encerrados cada uno en cárceles con cuchillos, mientras que los antiterroristas aparecen en una sala común repleta de armas (normalmente AK, M4, Deagle y en algunos casos AWP y granadas). Los CT deben abrir las celdas para que los terroristas puedan salir. Los terroristas pueden ayudarse entre sí, por ejemplo, despistando a un guardia (CT) para llegar a la sala de armas, ayudarse para llegar a una sala secreta, juntarse entre muchos para matar a un guardia, etcétera. En la mayoría de los mapas en algunas celdas privilegiadas hay utensilios como armas o teleportadores (las armas no suelen ser las mejores, generalmente USP o Deagle) Los CT no pueden matar a los T a no ser que éstos intenten atacarle o le desobedezcan. En estos mapas suele haber zonas especiales como: discoteca, piscina, campo de fútbol, salas de tortura y campos de tiro (para duelos).

- zm_ (Zombie mode): Los CT y T aparecen juntos. El objetivo no es matar, sino sobrevivir. Al principio de la ronda hay un bioscaner que te informa si estás infectado, y a los 20 segundos aproximadamente, X cantidad de jugadores se transforman en zombis. En estos mapas los jugadores deben jugar coordinadamente y protegerse mutuamente. Estos mapas están llenos de zonas de "camp" en los que se necesita mucha suerte para que un zombi consiga entrar. Las balas de los jugadores no infectados causan un pequeño retroceso en los zombis, lo que les hace más difícil su tarea de infectar.

- 35hp_ o 50hp_ (Knife mode): Los terroristas empiezan al opuesto de las antiterroristas y tienen todos 35 o 50 puntos de vida. Las jugadores tienen solo un cuchillo.

- aim_: Esta forma de juego no tiene un objetivo fijo. Los jugadores compran su armamento y debe eliminar al equipo contrario.

- fy_: Modo de juego similar al "aim_", pero en lugar de comprar las armas, los jugadores deben recoger las armas repartidas por el mapa.

- trainlife_ (Kentosshy Derby Champions High Life - (Mapas oficiales en nueva vida): en los mapas de de_ y cs_ los terroristas y los antiterroristas no pueden matar a los antiterroristas ni los terroristas, son custodiados por los demás y deben ser buenos compañeros en su primera apariencia, los demás deben cambiar su propia vida como por ejemplo: visitar una casa de los terroristas y comer fideos con salsa de tomate, subir al coche para estacionar en cs_siege, mirando televisión en cs_estate y ponerse a dormir en la cama junto con un rehén y un antiterrorista mirando libros, jugando al bingo con un rehén de seguridad, ser un vendedor en cs_italy para comprar vegetales extra, escuchando una canción de de_westwood en cs_italy frente la puerta, un viaje al espacio en el avión en cs_747, durmiendo tarde en el mapa cs_militia y entrar a la cocina a preparar un deliciosa cerveza y jugar al Counter Strike en el monitor en la casa, saltar al agua en el espectáculo en as_oilrig, bañeandose en cs_militia y todo.

- arma_: En estos mapas, los jugadores deben matar a los demás con el tipo de arma que les aparece al principio de ronda, por ejemplo, si es "awp_", los jugadores deben matar al bando enemigo con el Rifle de Francotirador Magnum.

- BunnyHop / bhop_

- Climb / xc_

- GlassWar / glass_

- HeGrenade / he_

### Modos de juego con plugins
Todos estos modos a excepción del modo casual, requieren de mapas especiales y de un Plugin llamado Eventscripts (También se usa Sourcemod y Mani Admin Plugin, el último es usado como base de datos para que los admins puedan controlar el server con un par de clicks.) que usa los scripts relacionados con los eventos que realiza el jugador para lanzar una determinada operación en la partida. Algunos de los jugadores más reconocidos son "Ex6tenZ, Shox, Re1ease, Nooky, NBK y RPK".
- RPG: Es el estilo en el que se juega con mejoras de todo tipo: regeneración, vida, recargar balas, vampiro, sigilo, salto largo, granadas de fuego, cuchillo congelador, pistola de hielo, impulse, denegación y médico. Requiere usar el plugin de su propio nombre, el cual funciona de forma totalmente independiente a otros plugins de gran tamaño. Existe una variable de este modo de juego, Extreme RPG, que como su propio nombre indica, tiende a embravecer las mejoras, otorgando a los jugadores más avanzados una ventaja insalvable sobre los novatos. Es un modo de juego que causó furor en los primeros compases del juego.

- Deathmatch (Por Equipos): Es el modo de juego preferido por los grandes jugadores, ya que es un modo de juego frenético en el cual no hay que esperar entre rondas. Cada ronda suele durar 9 minutos, y siempre que mueres reapareces, por tanto es perfecto para los jugadores que quieran practicar sus habilidades en situaciones reales, de cara a sus partidas WAR o MIX. Se puede jugar en absolutamente cualquier mapa que enfrente a los dos equipos, aunque también hay una modalidad "FFA" o Free For All, que significa todos contra todos. Este modo es aún más frenético que el normal, ya que absolutamente todos los jugadores estarán en contra tuya, he intentarán matarte.

- Baneo VAC: El baneo VAC es un sistema de seguridad el cual sirve para sancionar a los jugadores que usen métodos illegales para ganar el juego (Hacks). Este sistema sanciona a los jugadores de Steam que estén usando hack, siendo suspendidos sin permiso de jugar al juego hasta que este tiempo se acabe (Pueden ser de 7 días a que sea de forma permanente) Mientras que a los que lo juegan No-Steam simplemente reciben la misma sanción pero en ese servidor.

- Zombie trainroom: En el mapa aparecen los jugadores junto con los demás, los CTs y los terroristas deben llegar a un punto de escaparorio juntos con los zombis, los zombis no pueden infectar solo los jugadores tienen que practicar su escape y entrenar sus rondas de mapas como zombi escape pero de modo entrenamiento. se puede elegir varios mapas de ze como ze_nuke_b3,ze_amazonas_beta ze_black_hawk,etc). los zombis pueden llevar armas aparte para entrenar su propio escape

- Mix: Este modo de juego es idéntico al modo WAR pero con algunas diferencias, entre ellas que no tienen porque siempre ser del mismo clan (team). Lo diferente de esta modalidad es que se juega por experiencia no tácticamente. Los mapas, configuración y plugins son idénticos al modo WAR, ya que se trata de emular fielmente la atmósfera del modo WAR.

- Warcraft: En este modo de juego, se elige un tipo de raza, con ella vas matando y ganando experiencia y así subes niveles para conseguir otras razas con poderes especiales; velocidad, salto largo, vida ampliada, etc. Cada raza tiene sus propios poderes, y éstos tienen diferentes niveles para amplificarlos. Hay muchísimas razas, y cada administrador del plugin puede crearlas.

- DeathRun: Consiste en que el equipo de los antiterroristas debe superar un circuito plagado de trampas mortales controladas por uno o dos terroristas hasta llegar al punto de meta, donde pueden elegir una sala con armas donde uno de los antiterroristas se enfrenta a los terroristas, los cuales suelen estar desarmados. Para jugar a este modo solo hace falta un mapa especial, aunque también se puede usar el plugin para ahorrar el trabajo al admin de tener que estar editando los equipos.

- Ba_Jail: Modo en el que los policías deben de vigilar a los presos, existen un conjunto de normas a aplicar para poder jugar. Al empezar la ronda, los antiterroristas salen de la armería, donde cogen armas y escudo kevlar. Los CTs deben conducir a todos los terroristas en sus papeles de presos hasta "La Jail", que es un espacio cerrado donde los presos esperan órdenes de los policías. En los mapas suele haber escondidas armas y túneles para facilitar que los presos se escapen y se amotinen. Los CTs tiene prohibido matar a un preso si este no ha hecho nada previamente. Los CTs que matan a presos sin motivos se llaman "Freekillers" y suelen acabar baneados o kickeados por el admin del server. Si un preso coge armas el CT puede avisarle y darle la oportunidad de tirarla disparándole al pie. Hay un modo recientemente sacado, pero hasta ahora para jugar solo hacia falta un mapa especial.

- Zombie Mod (y Zombie Escape): este es un modo inventado por los jugadores en donde debes hacer barricadas y encontrar escondites para escapar de los zombis, al empezar el juego tienes un momento para buscar tu escondite o hacer una barricada luego de un tiempo un par de jugadores al azar se transforman y deben atacar a los demás, al atacarlos estos se hacen zombis y así hasta que todos sean zombis ( en este caso ganan los zombis) o que se acabe la cuenta regresiva y ahí ganan los humanos, se puede elegir entre diferentes tipos de zombis así como zombis veloces pero con menos vidas o zombis lentos pero con más hp (health points). Hay una variante llamada Zombi Escape en la cual los humanos tratan de llegar a un punto de escape en el mapa, automáticamente un jugador al azar se convierte en zombi y tiene que convertir a los demás, los escapes se realizan usualmente en vehículos voladores, como helicópteros, pero esto depende del mapa utilizado. Este modo necesita un plugin bastante grande donde vienen incorporados los modelos de zombis, archivos de configuración, admin, y skins. Se creó a partir del primer zombi mod de Counter-Strike 1.6 .

- Zombie RIOT o Zombie HORDE: es un modo de juego en el que los antiterroristas se enfrentan a un equipo de 12/14 terroristas formados en su totalidad por BOTS o jugadores controlados por la IA. Los zombis solo podrán emplear ataques de cuerpo a cuerpo, y no podrán conseguir armas de ninguna forma. El juego está estructurado en rondas, y cada ronda es más difícil que la anterior. La meta siempre es matar a la cantidad de zombis que posee esa oleada. Por lo general la inteligencia artificial no es muy buena, y la dificultad que hay es la vida de los monstruos y el tiempo de recarga que sí que poseen los antiterroristas. Se tienen dos vidas (o se puede morir 1 vez, reapareciendo seguidamente), así que es importante el trabajo en equipo y cubrir a los compañeros. Los mapas son totalmente customizados, y no hay un prefijo concreto para ellos, pero existe un pequeño acuerdo entre la comunidad de mapeadores y se suele poner zh_ o zr_.

- Bunny Hop: en este modo de juego el jugador deberá pasar satisfactoriamente niveles planteados por diferentes mapas, formados principalmente por plataformas, únicamente mediante sus propios saltos. Hay varios tipos de modalidades en este modo de juego. El kreedz es una mezcla entre el modo de juego Bunny Hop y Climb, en el cual el jugador mediante sus habilidades para ganar velocidad combinarán con las mismas para sortear saltos muy amplios. Los mapas siempre llevan el prefijo bhop_, kz_bhop_ o kz_, para indicar a los jugadores de que tipo de mapa se trata. Hay muchos mapeadores que han llenado a esta modificación de vida en el juego, como por ejemplo Aoki, Badges, Keyuu, Teh_Grave, Hoover o Haddock. La capacidad para encadenar saltos y ganar velocidad con ellos siempre se ha considerado un error de las físicas del juego.

- Climb: Es un modo de juego desarrollado principalmente para pasar el rato. Los mapas de climb siempre llevan el prefijo xc_ (correspondiente a extreme climb), y son simplemente mapas con multitud de pequeños salientes, o bloques, mediante los cuales el jugador debe ir escalando para llegar a la meta o final del mapa. Debido a que la mayoría de mapas no poseen un método para salvar los progresos, la totalidad de servidores que ofrecen mapas de escalada, tienden a tener un menú para que los jugadores puedan guardar una posición, y con ello evitar volver al principio. Los mapas por lo general suelen ser muy largos.

- Escondite / Hide n' Seek

## Mapas oficiales
Estos son los mapas que vienen con el juego.
Los mapas oficiales de CSS han sido creados cuidadosamente para que los 2 equipos tengan la misma ventaja.
En casi todos se puede apreciar la tecnología de iluminación HDR.
- cs_assault
- cs_compound
- cs_havana
- cs_italy
- cs_militia
- cs_office
- de_aztec
- de_piranesi
- de_prodigy
- de_dust
- de_dust2
- de_inferno
- de_train
- de_nuke
- de_cbble
- de_chateau

Nota: Los "de_cpl_*" son mapas considerados oficiales en algunos torneos, pero han sido desarrollados por la Cyberathlete Professional League.
La ESL (Electronic Sport League) ha creado mapas del tipo "aim_esl_*" para sus torneos, los cuales son usados en servidores privados para practicar estrategia y aim."
Se pueden crear mapas para este juego usando la herramienta Valve Hammer Editor, incluida en el pack Source SDK, distribuido por Steam.